# Codex Chigi

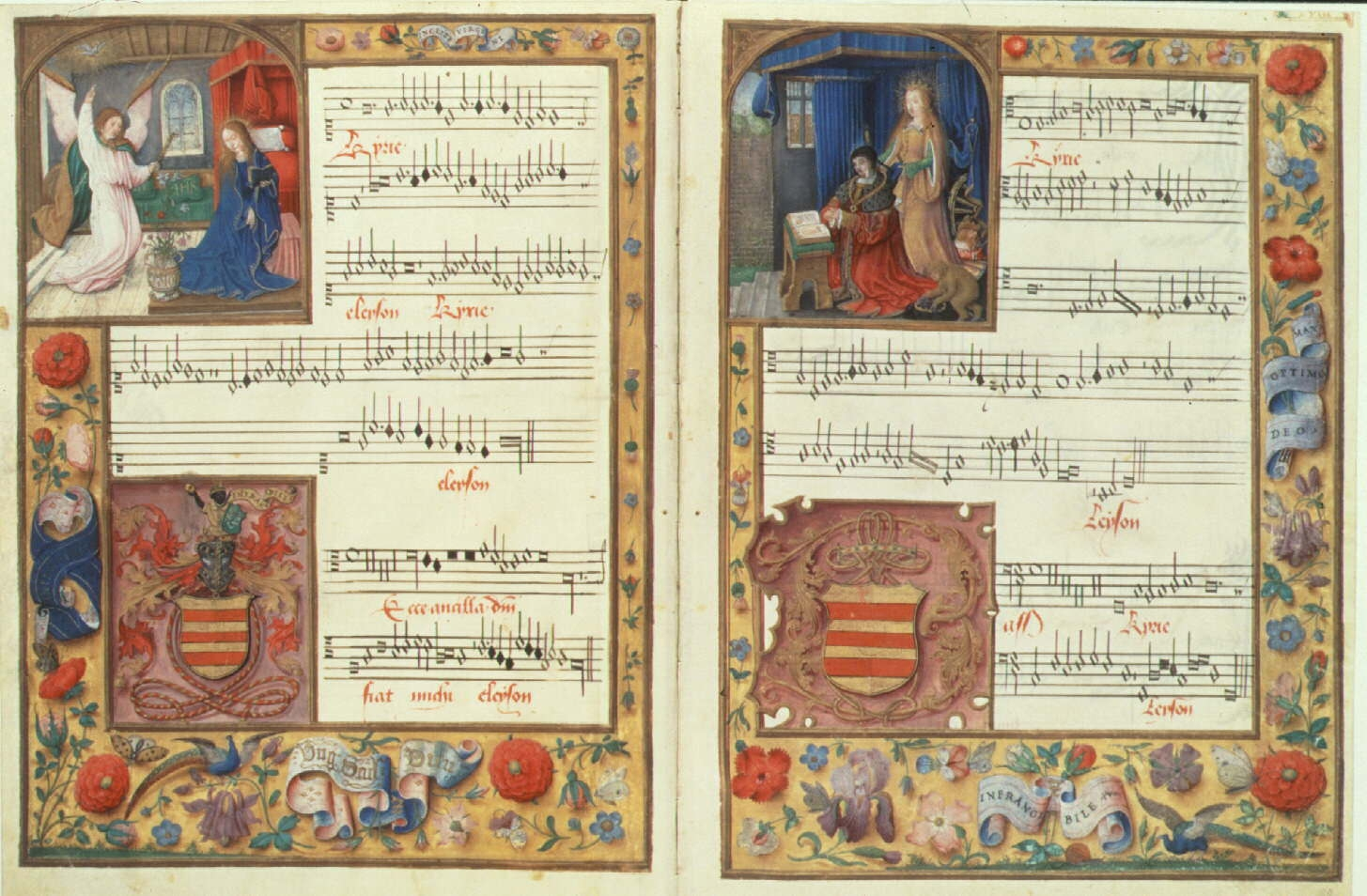
Folios iluminados del Codex Chigi con el Kyrie de la Missa Ecce ancilla Domini de Ockeghem

El Codex Chigi o Códice de Chigi es un manuscrito de música originario de Flandes. Según Herbert Kellman, fue creado entre 1498 y 1503, probablemente a instancias de Felipe I de Castilla. Se conserva en la Biblioteca Apostólica Vaticana en la Ciudad del Vaticano bajo la denominación Chigiana, C. VIII. 234.

## Descripción
El Codex Chigi es célebre no solo por sus vivas y coloridas iluminaciones, que probablemente fueron hechas en Gante en el taller del Maestro del Hortulus Animae, sino también por su notación musical que es muy clara y legible. Contiene un catálogo casi completo de misas polifónicas de Johannes Ockeghem y una colección de cinco arreglos para la Missa L'homme armé relativamente tempranos, incluyendo los de Ockeghem.
Varios folios que contienen ocho piezas musicales, fueron añadidos al códice original en algún momento posterior a la creación del manuscrito original. Estas adiciones se indican como tal entre paréntesis en el listado de obras que se puede ver más abajo.
Los dos escudos que aparecen representados en los folios que contienen la Missa Ecce ancilla Domini, que se pueden ver en la imagen, hacen referencia a la familia Fernández de Córdoba.
Un facsímil del códice en siete partes está disponible para ver en línea, en el Proyecto Biblioteca Internacional de Partituras Musicales (IMSLP). La Biblioteca Musical Petrucci está gestionada por el Proyecto Petrucci LLC en Estados Unidos.

## Listado de obras
El manuscrito contiene las siguientes obras (esta lista se extrae del artículo de Kellman):
- Alexander Agricola: Missa In myne zyn (sin Kyrie)

- Antoine Brumel: Missa L'homme armé

- Antoine Busnois: Missa L'homme armé

- Antoine de Févin: Sancta Trinitas unus Deus (adición)

- Gaspar van Weerbeke: Stabat mater

- Heinrich Isaac: Angeli archangeli

- Jacobus Barbireau: Missa Virgo parens Christi (sin Agnus Dei)

- Jean Mouton: Quis dabit oculis (adición, sin atribución)

- Johannes Ockeghem
  - Ave Maria (adición)
  - Intemerata Dei Mater
  - Missa Mi-mi
  - Missa Ecce ancilla Domini
  - Missa L'homme armé
  - Missa Fors seulement (solo Kyrie, Gloria, Credo)
  - Missa sine nomine (solo Kyrie, Gloria, Credo)
  - Missa Ma maistresse (Kyrie, Gloria)
  - Missa Caput
  - Missa De plus en plus
  - Missa Au travail suis
  - Missa cuiusvis toni
  - Missa Prolationum
  - Missa quinti toni
  - Missa pro defunctis

- Johannes Regis
  - Celsi tonantis
  - Clangat plebs
  - Lauda Sion Salvatorem
  - Lux solempnis (sin atribución)
  - O admirabile commercium

- Josquin des Prez
  - Missa L'homme armé sexti toni (solo Kyrie, Gloria, Credo)
  - Stabat mater

- Loyset Compère
  - Ave Maria (adición)
  - Missa L'homme armé
  - Sancte Michael ora pro nobis (adición, sin atribución)
  - Sile frago ac rerum (sin atribución)

- Pierre de la Rue
  - Credo sine nomine
  - Missa Almana

- Obras anónimas
  - Ave rosa speciosa
  - Regina coeli (adición)
  - Vidi aquam (adición)
  - Un motete sin texto